# Volkswagen Touran
Volkswagen Touran (укр. Фольксваген Туран) — автомобіль класу компактвен, котрий виготовляє концерн Volkswagen AG з 2003 року.

## Перше покоління 1T1/1T2/1T3 (2003—2015)

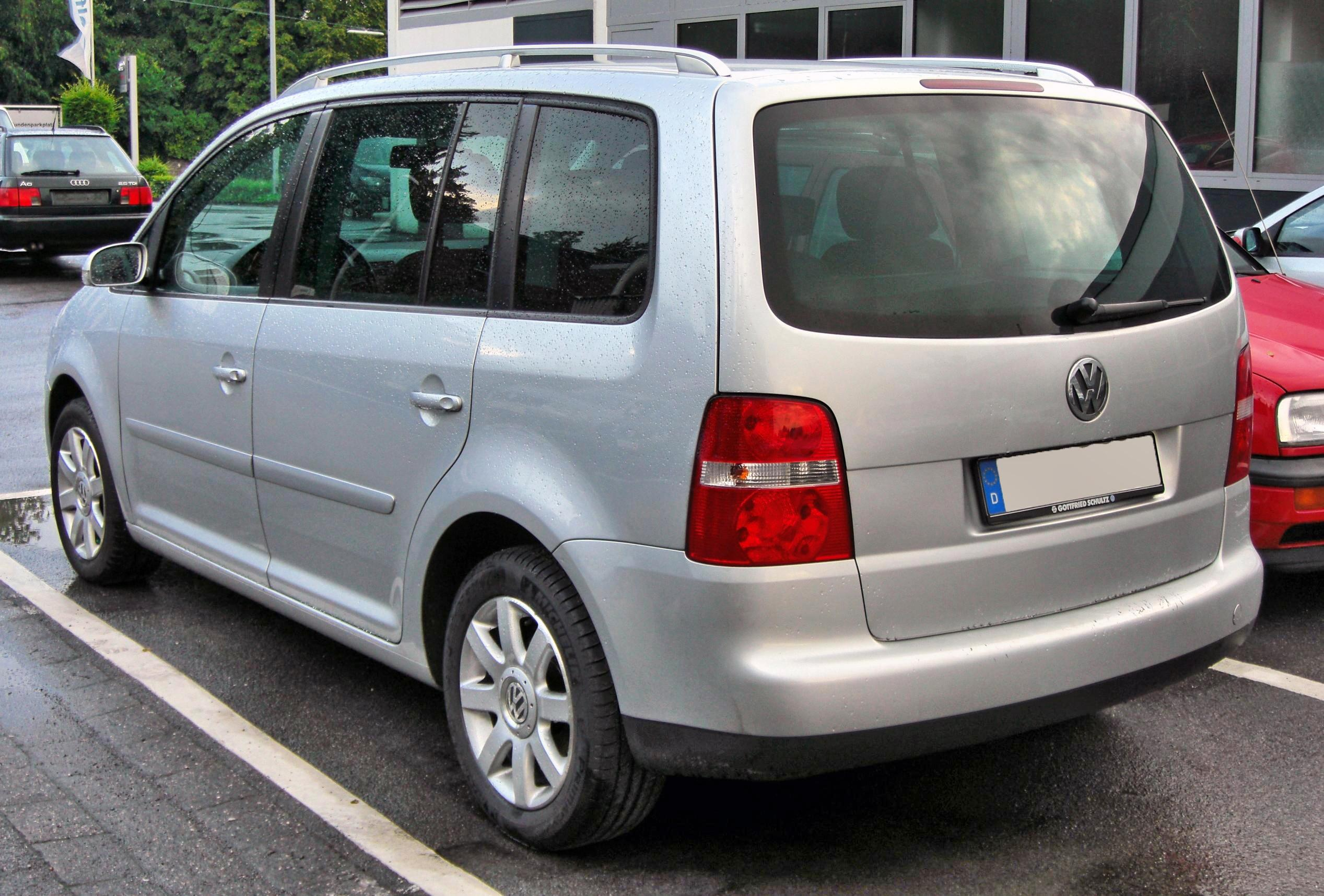
Volkswagen Touran 1 (2003—2006)

Volkswagen Touran з п'ятьма або сімома посадочними місцями, представлений в серпні 2003 року. Назва Touran походить від слова «Tour» (поїздка). Щоб підкреслити його приналежність до Volkswagen Sharan, від старшого брата був доданий останній склад. На відмінність від інших моделей Volkswagen Touran не має близнюків в лінійці VAG Gruppe і випускається лише в передньопривідному варіанті. Володіє легкими функціями трансформації салону, великою кількістю ящичків схову, величезним багажним відділенням в 5-ти місному варіанті, або зі складеним третім рядом в 7-ми місному, що робить його улюбленцем мандрівників.
На Volkswagen Touran встановлювалися лише 4-х циліндрові бензинові та дизельні двигуни, але саме останні стали найбільш популярними завдяки перевіреній надійності, тяговитості та економічності для великої маси мінівену.
Коробки перемикання передач складалися з 5-ти та 6-ти ступеневої механіки, 6-ти ступеневого класичного автомата з гідротрансформатором (для бензинових версій) та роботизованої новинки з двома зчепленнями DSG типу DQ250 (для дизелів).
Також автомобіль був доступний в самих різних варіантах оснащення та оздоблення, які отримали класичні для Volkswagen назви: Goal, Comfortline, Trendline та Highline.
На замовлення можна було отримати рейлінги на дах в чорному та сріблястому кольорах, тоноване скло в просторі задніх пасажирів та багажнику, ксенонове ближнє світло, протитуманні фари, задній парктронік, фаркоп та безліч інших опцій.
З заводу колеса були доступні в трьох основних типорозмірах: 195/65R15, 205/55R16 та 225/45R17, як на сталевих, так й легкосплавних дисках оригінального дизайну. 
Автомобіль зібраний на платформі PQ35 від Volkswagen Golf п'ятого покоління. На ньому застосовується новий задній міст з чотирьохважільною підвіскою коліс і електромеханічний підсилювач рульового механізму зі змінною характеристикою в залежності від швидкості.
Він є найважливішим елементом програми удосконалення модельного ряду марки в класі компактвенів. Спеціально для нової моделі було запущено окреме провадження у Вольфсбурзі — по суті, завод всередині заводу Auto 5000 Gmbh. Його фахівці в повному складі пройшли спеціальну підготовку в тренінговому центрі концерну Volkswagen AG, оскільки для створення і просування VW Touran застосовуються найбільш інноваційні технології VW.

### Двигуни (моделі 1T1 02/2003 - 11/2006)
| Торгове позначення (використовується в моделі) | Об'єм см3                              | Діаметр × хід поршня мм                | Код двигуна Volkswagen                 | Потужність кВт (к.с.) при об/хв        | Обертаючий момент Нм при об/хв         | Роки випуску                           | Система живлення                                    |
| рядні 4-х циліндрові бензинові двигуни         | рядні 4-х циліндрові бензинові двигуни | рядні 4-х циліндрові бензинові двигуни | рядні 4-х циліндрові бензинові двигуни | рядні 4-х циліндрові бензинові двигуни | рядні 4-х циліндрові бензинові двигуни | рядні 4-х циліндрові бензинові двигуни | рядні 4-х циліндрові бензинові двигуни              |
| ---------------------------------------------- | -------------------------------------- | -------------------------------------- | -------------------------------------- | -------------------------------------- | -------------------------------------- | -------------------------------------- | --------------------------------------------------- |
| 1.4 TSI                                        | 1390                                   | ø76,5 × 75,6                           | BMY                                    | 103 (140) 5600                         | 220 1500                               | 02/2006-11/2006                        | пряме впорскування турбокомпресор                   |
| 1.6                                            | 1595                                   | ø81 × 77,4                             | BGU                                    | 75 (102) 5600                          | 148 3800                               | 07/2003-05/2005                        | розподілене впорскування                            |
| 1.6                                            | 1595                                   | ø81 × 77,4                             | BSE                                    | 75 (102) 5600                          | 148 3800                               | 06/2005-11/2006                        | розподілене впорскування                            |
| 1.6                                            | 1595                                   | ø81 × 77,4                             | BSF                                    | 75 (102) 5600                          | 148 3800                               | 06/2005-11/2006                        | розподілене впорскування                            |
| 1.6 FSI                                        | 1598                                   | ø76,5 × 86,9                           | BAG                                    | 85 (115) 6000                          | 155 4000                               | 02/2003-05/2004                        | пряме впорскування (BSX - розподільне впорскування) |
| 1.6 FSI                                        | 1598                                   | ø76,5 × 86,9                           | BLP                                    | 85 (115) 6000                          | 155 4000                               | 05/2004-05/2005                        | пряме впорскування (BSX - розподільне впорскування) |
| 1.6 FSI                                        | 1598                                   | ø76,5 × 86,9                           | BLF                                    | 85 (115) 6000                          | 155 4000                               | 02/2005-11/2006                        | пряме впорскування (BSX - розподільне впорскування) |
| 2.0 Eco Fuel                                   | 1984                                   | ø82,5 × 92,8                           | BSX                                    | 80 (109) 5400                          | 160 3500                               | 02/2006-11/2006                        | пряме впорскування (BSX - розподільне впорскування) |
| 2.0 FSI                                        | 1984                                   | ø82,5 × 92,8                           | AXW                                    | 110 (150) 6000                         | 200 3500                               | 10/2003-05/2004                        | пряме впорскування (BSX - розподільне впорскування) |
| 2.0 FSI                                        | 1984                                   | ø82,5 × 92,8                           | BLX                                    | 110 (150) 6000                         | 200 3500                               | 05/2004-11/2005                        | пряме впорскування (BSX - розподільне впорскування) |
| 2.0 FSI                                        | 1984                                   | ø82,5 × 92,8                           | BLY                                    | 110 (150) 6000                         | 200 3500                               | 05/2004-11/2005                        | пряме впорскування (BSX - розподільне впорскування) |
| 2.0 FSI                                        | 1984                                   | ø82,5 × 92,8                           | BLR                                    | 110 (150) 6000                         | 200 3500                               | 02/2005-11/2005                        | пряме впорскування (BSX - розподільне впорскування) |
| 2.0 FSI                                        | 1984                                   | ø82,5 × 92,8                           | BVY                                    | 110 (150) 6000                         | 200 3500                               | 11/2005-11/2006                        | пряме впорскування (BSX - розподільне впорскування) |
| 2.0 FSI                                        | 1984                                   | ø82,5 × 92,8                           | BVZ                                    | 110 (150) 6000                         | 200 3500                               | 11/2005-11/2006                        | пряме впорскування (BSX - розподільне впорскування) |
| рядні 4-х циліндрові дизельні двигуни          |                                        |                                        |                                        |                                        |                                        |                                        |                                                     |
| 1.9 TDI                                        | 1896                                   | ø79,5 × 95,5                           | BRU                                    | 66 (90) 4000                           | 210 1800-2500                          | 06/2005-05/2006                        | насос-форсунка турбокомпресор з інтеркулером        |
| 1.9 TDI                                        | 1896                                   | ø79,5 × 95,5                           | BXF                                    | 66 (90) 4000                           | 210 1800-2500                          | 02/2006-11/2006                        | насос-форсунка турбокомпресор з інтеркулером        |
| 1.9 TDI                                        | 1896                                   | ø79,5 × 95,5                           | BXJ                                    | 66 (90) 4000                           | 210 1800-2500                          | 07/2006-11/2006                        | насос-форсунка турбокомпресор з інтеркулером        |
| 1.9 TDI                                        | 1896                                   | ø79,5 × 95,5                           | AVQ                                    | 74 (100) 4000                          | 250 1800-2500                          | 02/2003-05/2004                        | насос-форсунка турбокомпресор з інтеркулером        |
| 1.9 TDI                                        | 1896                                   | ø79,5 × 95,5                           | BKC                                    | 77 (105) 4000                          | 250 1900                               | 02/2003-05/2004                        | насос-форсунка турбокомпресор з інтеркулером        |
| 1.9 TDI                                        | 1896                                   | ø79,5 × 95,5                           | BLS                                    | 77 (105) 4000                          | 250 1900                               | 11/2005-11/2006                        | насос-форсунка турбокомпресор з інтеркулером        |
| 1.9 TDI                                        | 1896                                   | ø79,5 × 95,5                           | BXE                                    | 77 (105) 4000                          | 250 1900                               | 02/2006-11/2006                        | насос-форсунка турбокомпресор з інтеркулером        |
| 2.0 TDI (8V)                                   | 1968                                   | ø81,0 × 95,5                           | BMM                                    | 103 (140) 4000                         | 320 1750                               | 06/2005-11/2006                        | насос-форсунка турбокомпресор з інтеркулером        |
| 2.0 TDI (16V)                                  | 1968                                   | ø81,0 × 95,5                           | AZV                                    | 100 (136) 4000                         | 320 1900                               | 02/2003-11/2006                        | насос-форсунка турбокомпресор з інтеркулером        |
| 2.0 TDI (16V)                                  | 1968                                   | ø81,0 × 95,5                           | BKD                                    | 103 (140) 4000                         | 320 1750                               | 08/2003-11/2006                        | насос-форсунка турбокомпресор з інтеркулером        |
| 2.0 TDI (16V)                                  | 1968                                   | ø81,0 × 95,5                           | BMN                                    | 125 (170) 4200                         | 350 1750-2500                          | 11/2005-11/2006                        | насос-форсунка турбокомпресор з інтеркулером        |

### Фейсліфтинг 2006 (1T2)
У вересні 2006 року був проведений рейстайлінг і показаний на Паризькому автосалоні. Автомобіль отримав нові передні фари і задні ліхтарі, решітку радіатора, бампера та оснащення, а також стандартне трьохспицеве кермо в різноманітних виконаннях, яке до ліфтінгу було доступне лише з 2006 року на версії Highline. Крім звичайної версії, з'явилася модифікація CrossTouran стилізована під позашляховик. Дизайн модифікації був розроблений в Volkswagen Individual GmbH. CrossTouran відрізняється від стандартного Touran 17-дюймовими легкосплавними дисками, переробленими пластиковими захисними пристосуваннями, які є звичайними для кросоверів, і 15 мм (0,59 дюйма) шасі, яке є всього лише опцією для стандартного Touran в Європі.

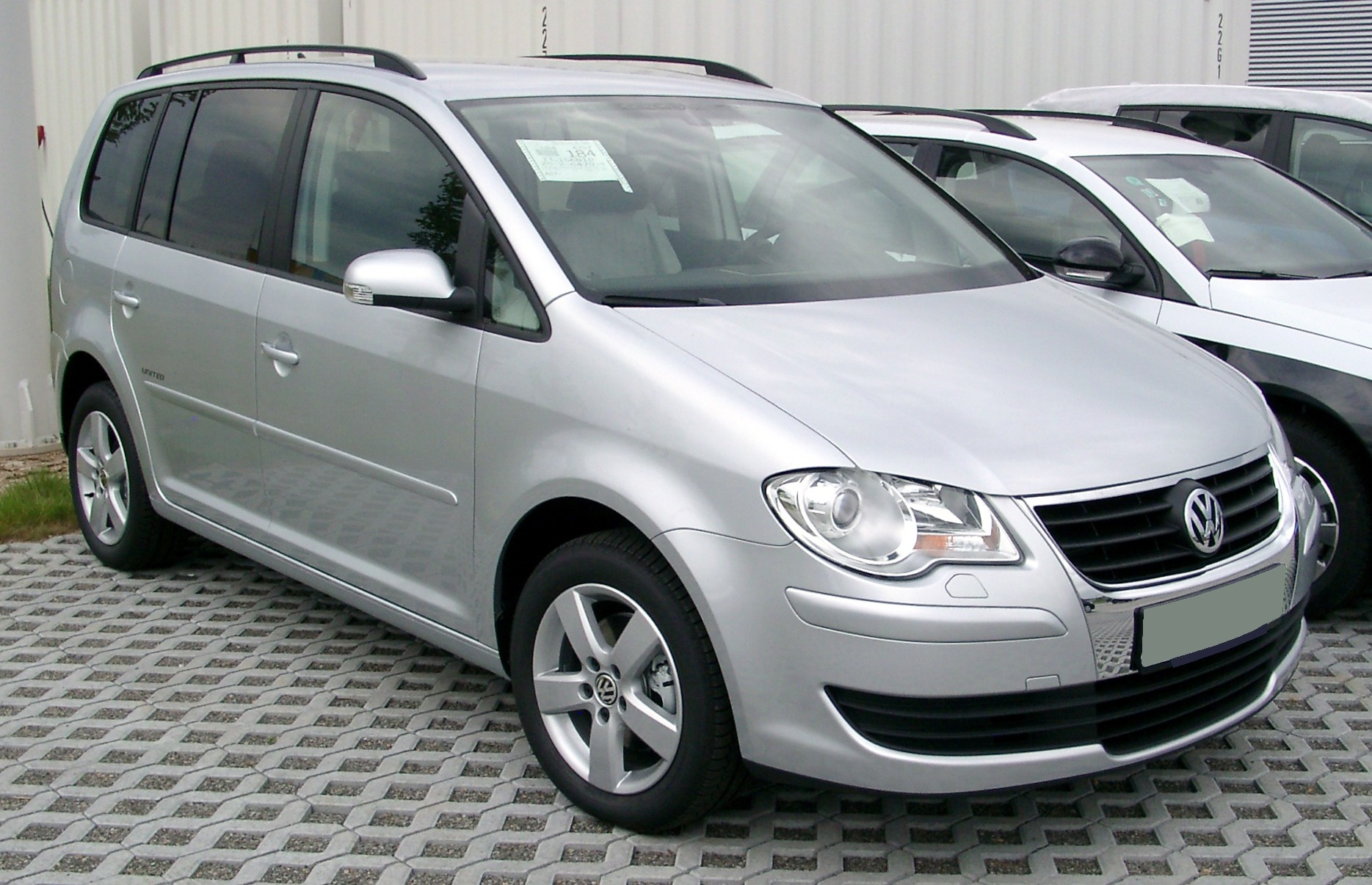
Volkswagen Touran 1 (2006-2010)
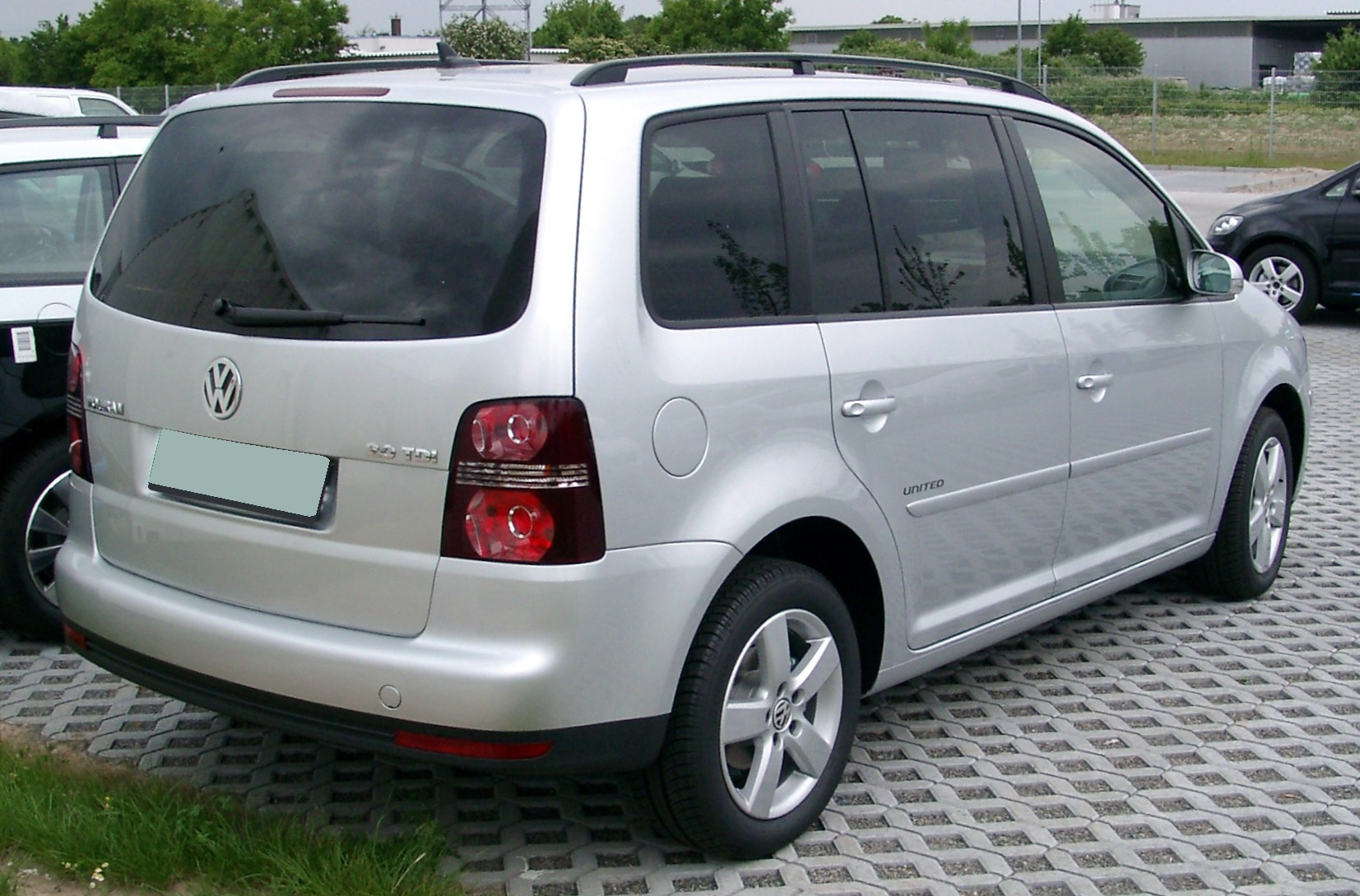
Volkswagen Touran 1 (2006-2010)
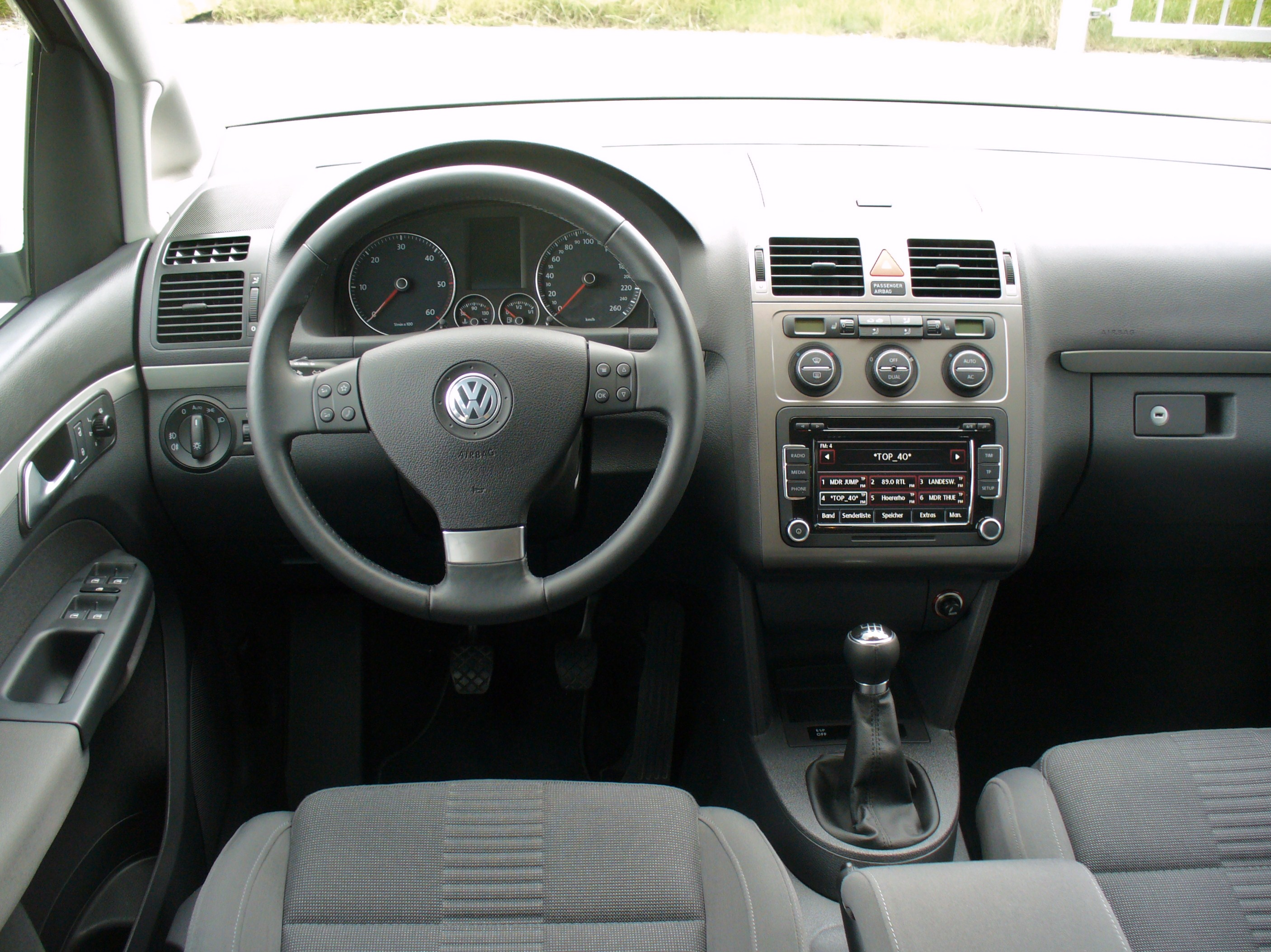
Volkswagen Touran 1 (2006-2010)
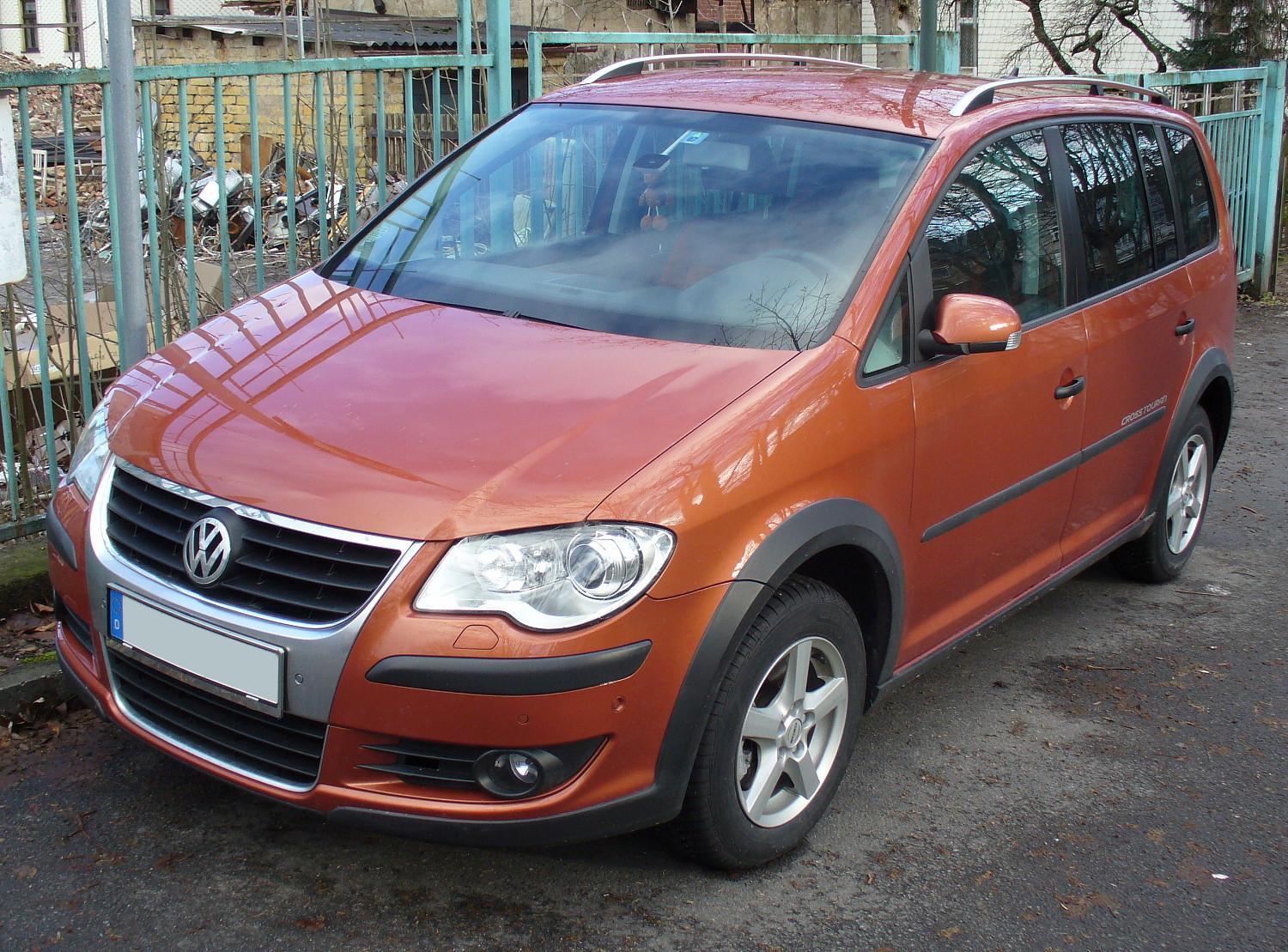
Volkswagen CrossTouran (2007-2010)
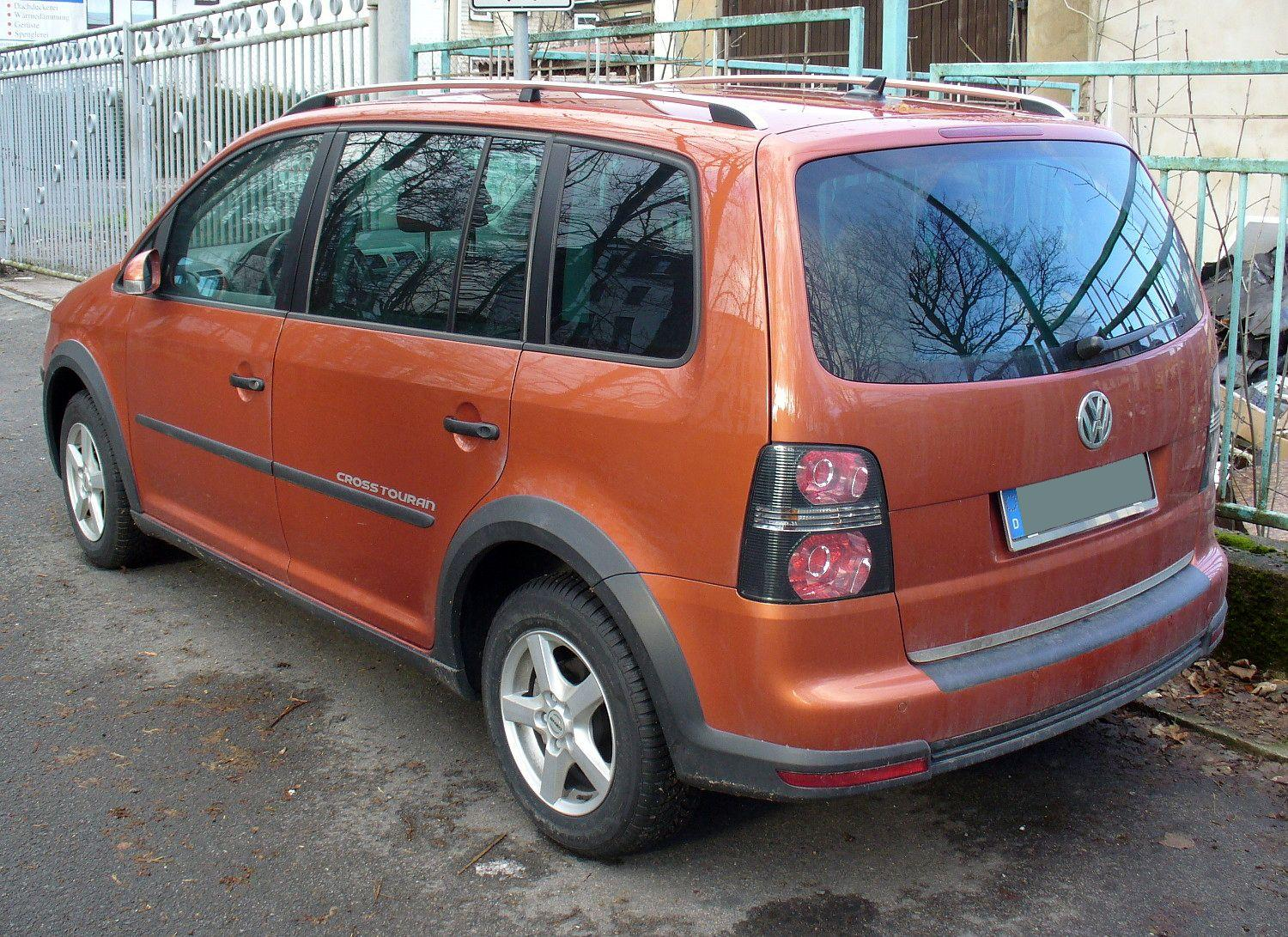
Volkswagen CrossTouran (2007-2010)

### Двигуни (моделі 1T1 11/2006 - 05/2010)
| Торгове позначення (використовується в моделі) | Об'єм см3                              | Діаметр × хід поршня мм                | Код двигуна Volkswagen                 | Потужність кВт (к.с.) при об/хв        | Обертаючий момент Нм при об/хв         | Роки випуску                           | Система живлення                                    |
| рядні 4-х циліндрові бензинові двигуни         | рядні 4-х циліндрові бензинові двигуни | рядні 4-х циліндрові бензинові двигуни | рядні 4-х циліндрові бензинові двигуни | рядні 4-х циліндрові бензинові двигуни | рядні 4-х циліндрові бензинові двигуни | рядні 4-х циліндрові бензинові двигуни | рядні 4-х циліндрові бензинові двигуни              |
| ---------------------------------------------- | -------------------------------------- | -------------------------------------- | -------------------------------------- | -------------------------------------- | -------------------------------------- | -------------------------------------- | --------------------------------------------------- |
| 1.4 TSI                                        | 1390                                   | ø76,5 × 75,6                           | BMY                                    | 103 (140) 5600                         | 220 1500                               | 11/2006-12/2008                        | пряме впорскування турбокомпресор                   |
| 1.4 TSI                                        | 1390                                   | ø76,5 × 75,6                           | CAVC                                   | 103 (140) 5600                         | 220 1500                               | 11/2008-05/2010                        | пряме впорскування турбокомпресор                   |
| 1.4 TSI                                        | 1390                                   | ø76,5 × 75,6                           | BLG                                    | 125 (170)                              | 240                                    | 11/2006-11/2008                        | пряме впорскування турбокомпресор                   |
| 1.4 TSI                                        | 1390                                   | ø76,5 × 75,6                           | CAVB                                   | 125 (170)                              | 240                                    | 11/2008-05/2010                        | пряме впорскування турбокомпресор                   |
| 1.4 TSI Eco Fuel                               | 1390                                   | ø76,5 × 75,6                           | CDGA                                   | 110 (150)                              | 220                                    | 05/2009-05/2010                        | пряме впорскування турбокомпресор                   |
| 1.6                                            | 1595                                   | ø81 × 77,4                             | BSE                                    | 75 (102) 5600                          | 148 3800                               | 11/2006-05/2010                        | розподілене впорскування                            |
| 1.6                                            | 1595                                   | ø81 × 77,4                             | BSF                                    | 75 (102) 5600                          | 148 3800                               | 11/2006-05/2010                        | розподілене впорскування                            |
| 1.6 FSI                                        | 1598                                   | ø76,5 × 86,9                           | BLF                                    | 85 (115) 6000                          | 155 4000                               | 11/2006-01/2007                        | пряме впорскування (BSX - розподільне впорскування) |
| 2.0 Eco Fuel                                   | 1984                                   | ø82,5 × 92,8                           | BSX                                    | 80 (109) 5400                          | 160 3500                               | 11/2006-05/2010                        | пряме впорскування (BSX - розподільне впорскування) |
| 2.0 FSI                                        | 1984                                   | ø82,5 × 92,8                           | BVY                                    | 110 (150) 6000                         | 200 3500                               | 11/2006-01/2007                        | пряме впорскування (BSX - розподільне впорскування) |
| 2.0 FSI                                        | 1984                                   | ø82,5 × 92,8                           | BVZ                                    | 110 (150) 6000                         | 200 3500                               | 11/2006-01/2007                        | пряме впорскування (BSX - розподільне впорскування) |
| рядні 4-х циліндрові дизельні двигуни          |                                        |                                        |                                        |                                        |                                        |                                        |                                                     |
| 1.9 TDI                                        | 1896                                   | ø79,5 × 95,5                           | BXF                                    | 66 (90) 4000                           | 210 1800-2500                          | 11/2006-05/2010                        | насос-форсунка турбокомпресор з інтеркулером        |
| 1.9 TDI                                        | 1896                                   | ø79,5 × 95,5                           | BXJ                                    | 66 (90) 4000                           | 210 1800-2500                          | 11/2006-05/2010                        | насос-форсунка турбокомпресор з інтеркулером        |
| 1.9 TDI                                        | 1896                                   | ø79,5 × 95,5                           | BLS                                    | 77 (105) 4000                          | 250 1900                               | 11/2006-05/2010                        | насос-форсунка турбокомпресор з інтеркулером        |
| 1.9 TDI                                        | 1896                                   | ø79,5 × 95,5                           | BXE                                    | 77 (105) 4000                          | 250 1900                               | 11/2006-05/2010                        | насос-форсунка турбокомпресор з інтеркулером        |
| 2.0 TDI (8V)                                   | 1968                                   | ø81,0 × 95,5                           | BMM                                    | 103 (140) 4000                         | 320 1750                               | 11/2006-05/2010                        | насос-форсунка турбокомпресор з інтеркулером        |
| 2.0 TDI (16V)                                  | 1968                                   | ø81,0 × 95,5                           | AZV                                    | 100 (136) 4000                         | 320 1900                               | 11/2006-05/2010                        | насос-форсунка турбокомпресор з інтеркулером        |
| 2.0 TDI (16V)                                  | 1968                                   | ø81,0 × 95,5                           | BKD                                    | 103 (140) 4000                         | 320 1750                               | 11/2006-05/2010                        | насос-форсунка турбокомпресор з інтеркулером        |
| 2.0 TDI (16V)                                  | 1968                                   | ø81,0 × 95,5                           | BMN                                    | 125 (170) 4200                         | 350 1750-2500                          | 11/2006-05/2010                        | насос-форсунка турбокомпресор з інтеркулером        |

### Фейсліфтинг 2010 (1T3)

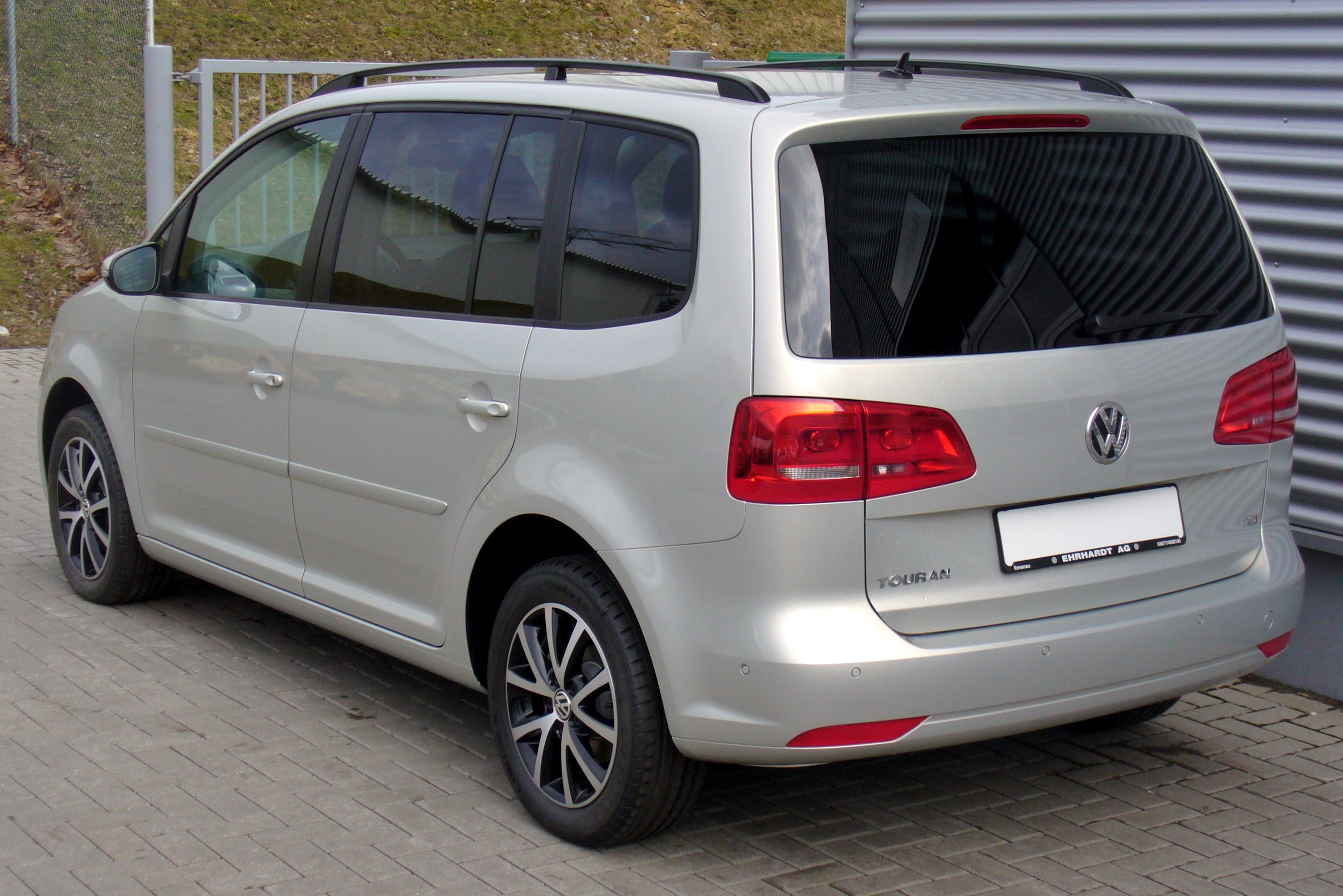
Volkswagen Touran 1 (2010—2015)

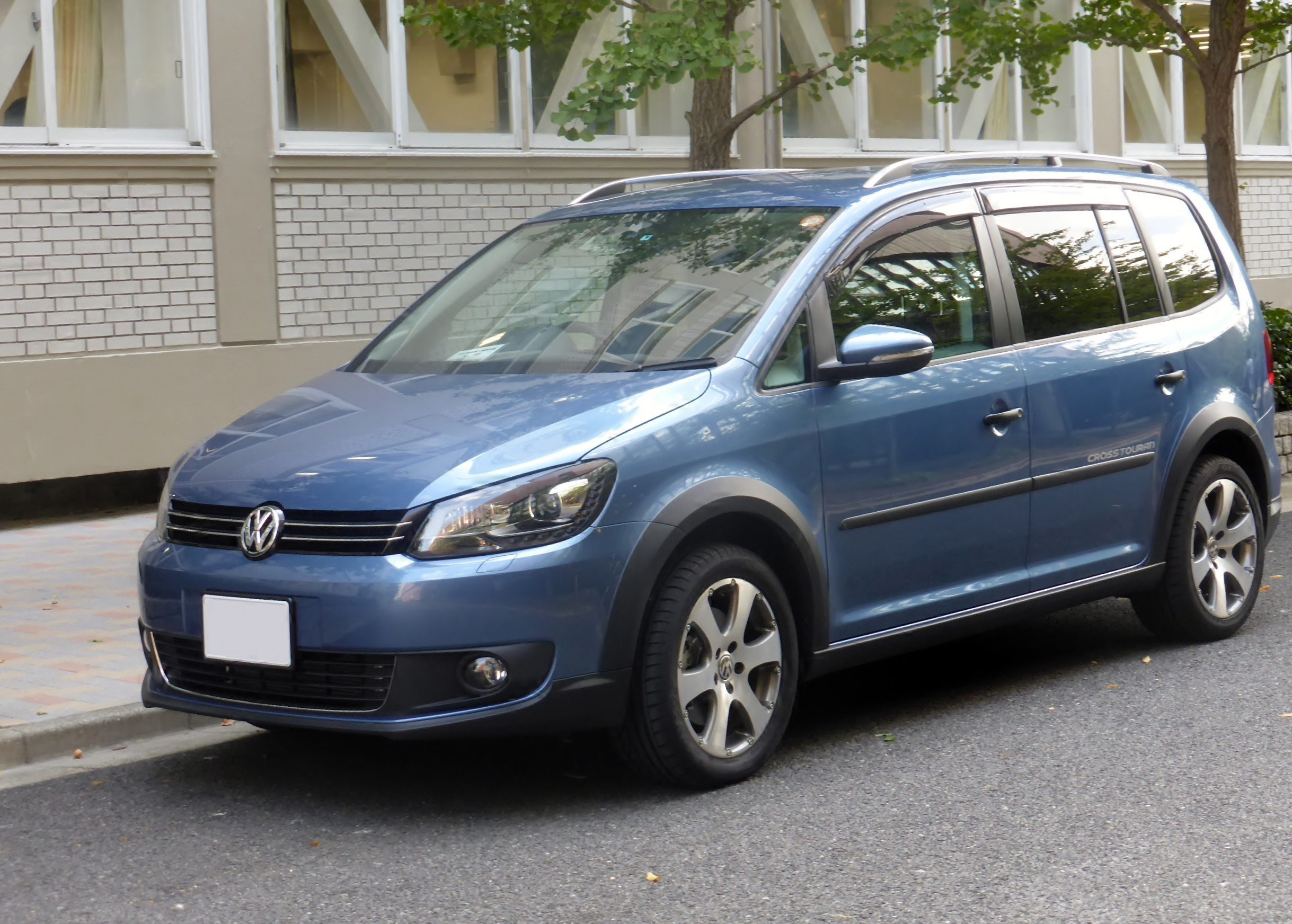
Volkswagen CrossTouran 1 (2010—2015)

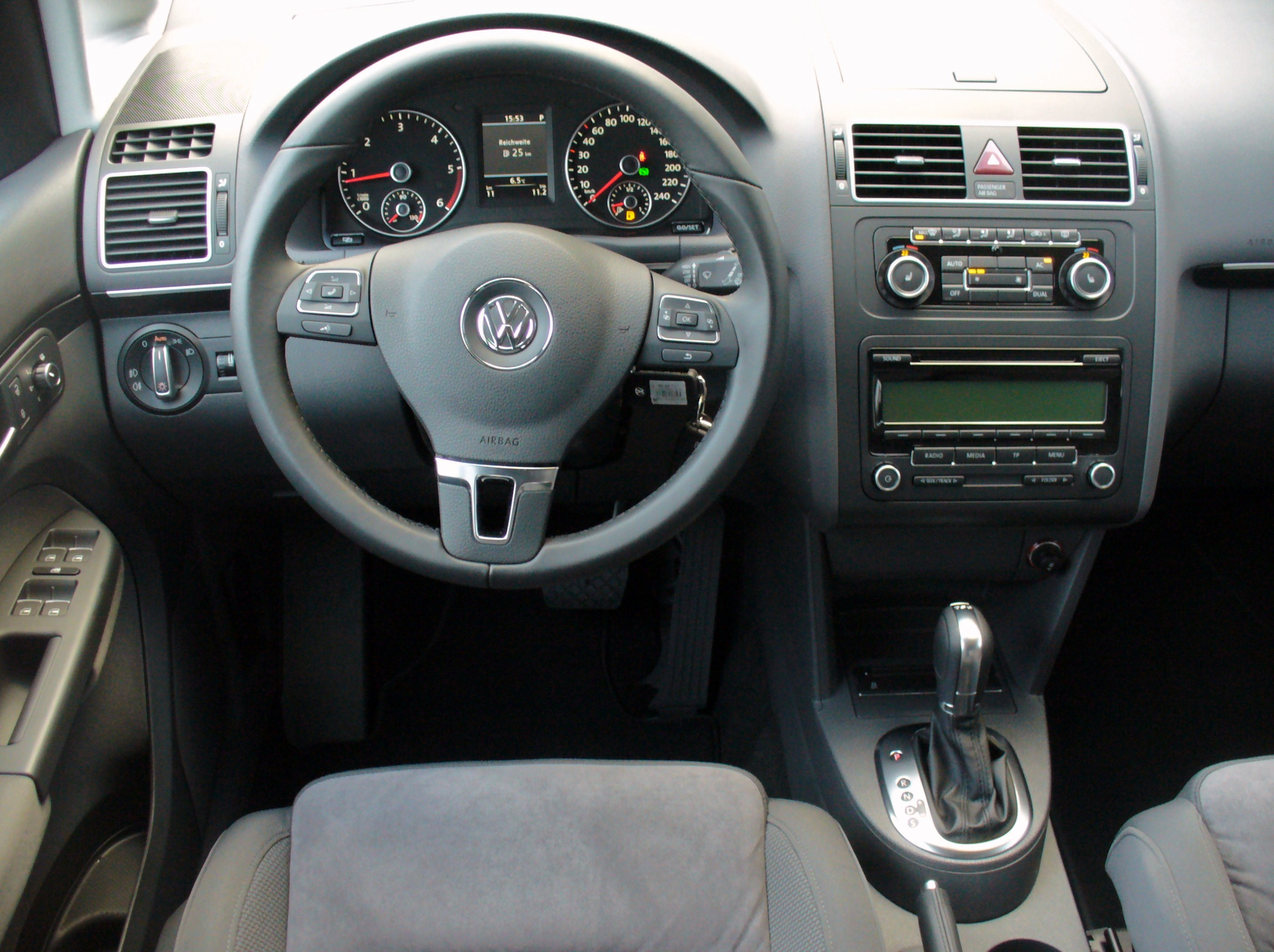
Volkswagen Touran 1 (2010—2015)

В травні 2010 року з'явився модернізований вдруге Volkswagen Touran. Автомобіль побудований на тій ж платформі PQ35. Але отримав всі нові кузовні деталі, окрім дверей. Відтепер автомобіль комплектується виключно двигунами TSI і TDI з системою Common Rail.
Зміни: опція DCC (адаптивна система підвіски Volkswagen), Light-Assist для ксенонових фар, поліпшена система Park-Assist, яка також може обробляти перпендикулярні паркові позиції і оновлені інформаційно-розважальні системи. Також покращилася аеродинаміка автомобіля.

#### Двигуни
Бензинові:
- 1.2 TSI BlueMotion 105 к.с. розхід траса\місто 6,8л\8,6
- 1,4 TSI 140 к.с. розхід траса\місто 6,5л\8,2
- 1.4 TSI DSG 170 к.с. розхід траса\місто 7,3л\9,2
- 1.4 TSI CNG 150 к.с. розхід траса\місто 6,5л\8,2

Дизельні:
- 1.6 TDI 90 к.с. розхід траса\місто 6,3л\7,7
- 1.6 TDI BlueMotion 105 к.с.розхід траса\місто 6,8л\8,2
- 2,0 TDI 140 к.с.розхід траса\місто 6,7л\8,3
- 2.0 TDI 170 к.с.розхід траса\місто 7,5л\9,0

## Друге покоління 5T (2015-наш час)

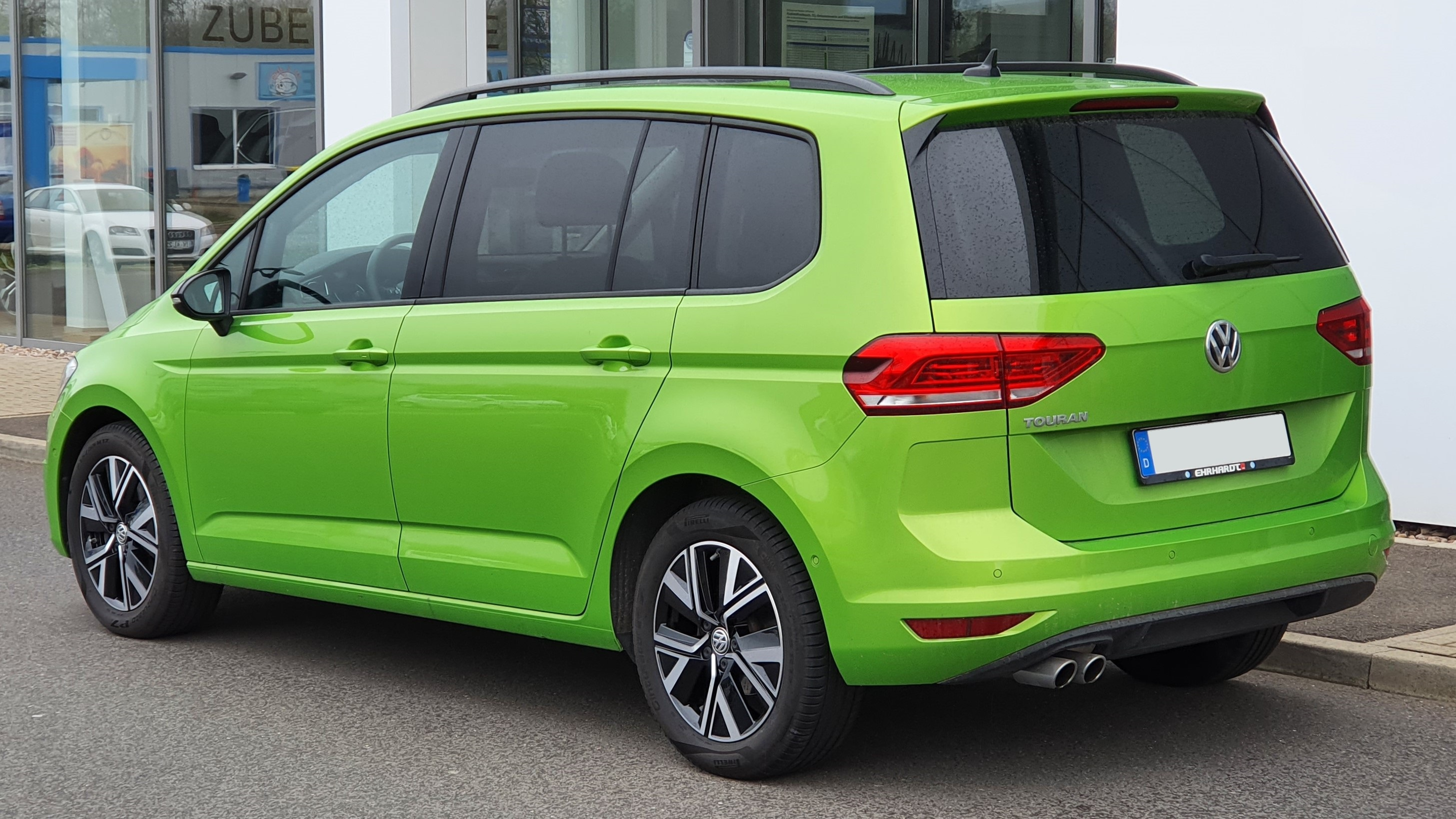
Volkswagen Touran ІІ

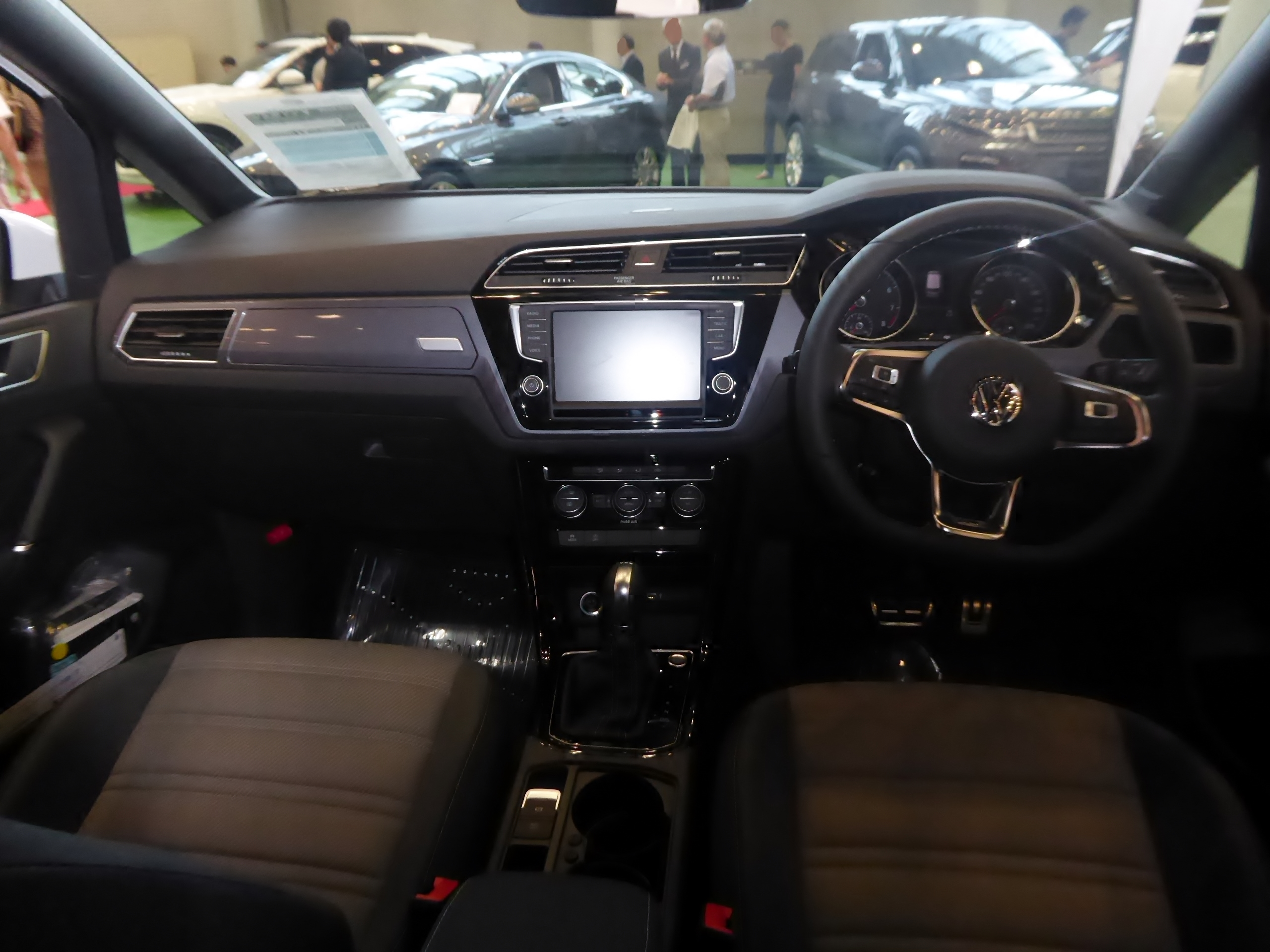
Салон Volkswagen Touran ІІ

В березні 2015 року дебютував Volkswagen Touran другого покоління, що збудований на новій модульній платформі MQB. Автомобіль отримав мотори 1.2 TSI (110 к.с.), 1.4 TSI (150 к.с.), 1.8 TSI (180 к.с.), 1.6 TDI (110 к.с.) і 2.0 TDI (150 і 190 к.с.). Всі — з системою start/stop і рекуперацією енергії при гальмуванні.
Своєрідний дизайн екстер'єру, робить автомобіль пізнаваним, завдяки оригінальним заднім ліхтарям і хромованій окантовці фальшрадіаторної решітки. Варто, також, згадати, що бічні дзеркала автомобіля оснащені вбудованими показниками поворотів, що спрощує розпізнавання виконуваного водієм маневру.  У стандартну комплектацію автомобіля входять: легкосплавні колеса, передній і задній парктронік, мультифункціональне кермо, електропривод вікон, супутникова навігація, панорамний люк на даху і дитячий замок. Серед опціональних комплектуючих можна виділити круїз-контроль і систему екстреного гальмування. 

### Двигуни
- 1.2 л I4 TSI
- 1.4 л I4 TSI
- 1.8 л I4 TSI
- 1.6 л I4 TDI
- 2.0 л I4 TDI

## Зноски
1. ↑  Der neue Touran (PDF). Архів оригіналу (PDF) за 4 липня 2010. Процитовано 18 квітня 2010. [Архівовано 2010-07-04 у Wayback Machine.]
2. ↑  Новый Volkswagen Touran рассекречен раньше времени. Volkswagen Drive. 24 лютого 2015. Архів оригіналу за 25 листопада 2020. Процитовано 4 січня 2021.
3. ↑  Как мы тестировали Volkswagen Touran 2016. automoto.ua. Архів оригіналу за 19 вересня 2016. Процитовано 19 вересня 2016.